# Seznam ameriških umetnostnih drsalcev
Seznam ameriških umetnostnih drsalcev.

## A
Benjamin Agosto - Tenley Albright - 

## B
Tai Reina Babilonia - Tanith Belbin - Julie Benz - Nicole Bobek - Brian Boitano - Dick Button - 

## C
Sasha Cohen - Amber Czisny - 

## D
Scott Davis - 

## E
Todd Eldredge - 

## F
Peggy Fleming - Linda Fratianne - 

## G
Rudy Galindo - Timothy Goebel - 

## H
Dorothy Hamill - Scott Hamilton - Tonya Harding - Carol Heiss - Emily Hughes - Sarah Hughes - 

## J
Jill Trenary - Lynn-Holly Johnson - 

## K
Danielle Kahle - Nancy Kerrigan - Jennifer Kirk - Karol Kennedy Kucher - Michelle Kwan - Tonia Kwiatkowski - 

## L
Beatrisa Liang - Tara Lipinski - Janet Lynn - Evan Lysacek - 

## M
Kimmie Meissner - 

## N
Naomi Nari Nam - 

## R
Rosalynn Sumners - 

## T
Katy Taylor - Debi Thomas - Christopher Toland - 

## W
Johnny Weir - Michael Weiss (umetnostni drsalec) - 

## Y
Kristi Yamaguchi - 

## Z
Elaine Zayak - Christine Zukowski - 